# Eurocoupe féminine de basket-ball 2023-2024
Navigation
Saison précédente Saison suivante
L’Eurocoupe de basket-ball 2023-2024 est la 22e édition de la seconde compétition européenne de clubs de basket-ball féminins derrière l’Euroligue.
Le tenant du titre du LDLC ASVEL Lyon ne défendra pas son titre, étant qualifié pour la saison régulière de l’Euroligue 2023-2024.

## Format de compétition
Après le tour de qualification, les 48 équipes sont réparties en 12 groupes de 4. Les équipes classées 1re et 2e de chaque groupe sont qualifiées pour les play-offs, ainsi que les 8 meilleures troisièmes. Ces 32 équipes sont ensuite classées selon leurs résultats obtenus dans la saison régulière.
Lors des playoffs, chaque confrontation se joue en match aller et retour, l’équipe ayant inscrit le plus de points lors des deux rencontres étant déclarée gagnante.
La FIBA Europe a décidé de supprimer dès cette saison les deux conférences géographiques précédemment utilisées pour le tour de qualification et pour la saison régulière et d’ainsi proposer une compétition totalement paneuropéenne.

## Attribution des places par nation
L’attribution du nombre de places pour chaque nation est déterminé par le classement international fondé sur les résultats des trois saisons précédentes.
| Rang | Pays     | Points | Équipes |
| ---- | -------- | ------ | ------- |
| 1    | Turquie  | 217,33 | 5 ou 6  |
| 2    | Espagne  | 180,00 | 4       |
| 3    | France   | 152,67 | 5       |
| 4    | Hongrie  | 126,67 | 2 ou 3  |
| 5    | Russie   | 109,33 | 0       |
| 6    | Italie   | 87,33  | 2       |
| 7    | Tchéquie | 57,33  | 3       |
| 8    | Pologne  | 44,00  | 3       |
| 9    | Belgique | 27,33  | 3 ou 4  |
| 10   | Israël   | 20,67  | 2       |
| 11   | Lettonie | 18,00  | 0 ou 1  |
| 12   | Grèce    | 17,67  | 3       |
| 13   | Roumanie | 14,00  | 3 ou 4  |
| 14   | Suisse   | 12,67  | 1       |

| Rang | Pays            | Points | Équipes |
| ---- | --------------- | ------ | ------- |
| 15   | Slovaquie       | 7,33   | 3       |
| 16   | Ukraine         | 6,33   | 0       |
| 17   | Serbie          | 5,33   | 0       |
| 17   | Grande-Bretagne | 5,33   | 1 ou 2  |
| 19   | Portugal        | 4,00   | 3       |
| 19   | Luxembourg      | 4,00   | 2       |
| 21   | Allemagne       | 2,67   | 1       |
| 21   | Lituanie        | 2,67   | 1       |
| 23   | Croatie         | 2,00   | 1       |
| 23   | Biélorussie     | 2,00   | 0       |
| 23   | Suède           | 2,00   | 0       |
| 26   | Bulgarie        | 1,33   | 0       |
| 26   | Islande         | 1,33   | 0       |
| 28   | Norvège         | 0,67   | 0       |

## Équipes participantes
| Saison régulière                    | Saison régulière                  | Saison régulière                   | Saison régulière                  |
| ----------------------------------- | --------------------------------- | ---------------------------------- | --------------------------------- |
| London LionsEL                      | TTT RigaEL                        | Beşiktaş JK İstanbulEL             | Kangoeroes Basket Malines (1re)   |
| Castors Braine (2e)                 | Basket Namur-Capitale (3e)        | PGM Ragusa Dubrovnik (1re)         | BK Žabiny Brno (2e)               |
| KP Brno (3e)                        | Levharti Chomutov (4e)            | Basket Lattes Montpellier (3e)     | Tango Bourges Basket (4e)         |
| Roche Vendée BC (6e)                | UF Angers B49 (7e)                | FCB Charleville-Mézières (8e)      | Rutronik Stars Keltern (de) (1re) |
| Caledonia Gladiators (en) (3e)      | Olympiakós Le Pirée (1re)         | Panathinaïkós Athènes (2e)         | KSC Szekszárd (4e)                |
| NKA Universitas PEAC Pécs (hu) (5e) | Elitzur Ramla (1re)               | A.S. Ramat-Hasharon (4e)           | Reyer Venise-Mestre (3e)          |
| Dinamo Sassari (it) (5e)            | Kibirkštis Vilnius (lt) (1re)     | BBC Grünewald H. Niederanven (1re) | T71 Dudelange (2e)                |
| AZS AJP Gorzów Wielkopolski (3e)    | Zagłębie Sosnowiec (4e)           | Arka Gdynia (6e)                   | GD ESSA Barreiro (1re)            |
| Benfica Lisbonne (2e)               | CSM Constanța (2e)                | Piešťanské Čajky (tr) (1re)        | Slávia Banská Bystrica (sk) (2e)  |
| Spar Girona (5e)                    | Lointek Gernika Bizkaia (es) (6e) | Cadí La Seu (es) (7e)              | Estudiantes Madrid (8e)           |
| Elfic Fribourg Basket (1st)         | Galatasaray İstanbulF (3e)        | Emlak Konut İstanbul (tr) (5e)     | Bursa Uludağ BK (tr) (10e)        |
| Kayseri Basketbol (11e)             |                                   |                                    |                                   |
| Tour de qualification               |                                   |                                    |                                   |
| SBŠ Ostrava (cs) (7e)               | Elefthería Moschátou (el)S (3e)   | CUS Ponta Delgada (pt)S (3e)       | CS Universitatea Cluj-Napoca (6e) |
| MBK RužomberokS (3e)                | Antalya Toroslar BK (tr) (12e)    |                                    |                                   |

Légende
- F : finaliste de l’édition 2022-2023
- entre parenthèses : classement de l’équipe dans son championnat national lors de la saison régulière précédente ;
- EL : équipe ayant perdu son tour de qualification de l’Euroligue et reversée en Eurocoupe ;
- S : équipe tête de série lors du tour de qualification[3].

## Tour de qualification
Les matches allers se jouent les 20 et 21 septembre chez l’équipe 2, les matches retours les 27 et 28 septembre 2023 chez l’équipe 1 tête de série.
| Équipe 1                  | Score   | Équipe 2                     | Aller  | Retour |
| ------------------------- | ------- | ---------------------------- | ------ | ------ |
| MBK Ružomberok            | 115–94  | SBŠ Ostrava (cs)             | 59–*45 | *56–49 |
| CUS Ponta Delgada (pt)    | 110–131 | Antalya Toroslar BK (tr)     | 49–*66 | *61–65 |
| Elefthería Moschátou (el) | 127–107 | CS Universitatea Cluj-Napoca | 62–*47 | *65–60 |

- Le gagnant de la confrontation est qualifié pour la saison régulière.

## Saison régulière
- Équipes directement qualifiées pour les seizièmes de finale
- Équipes qualifiées pour le premier tour des play-off (seizièmes de finale)
- Équipes éliminées
- EL : Équipes reversées des qualifications de l’Euroligue

### Groupe A
| Rang | Équipe                         | Pts | J | G | P | Pp  | Pc  | Diff |  | Résultats (dom.\ext.)          |       |       |       |        |
| ---- | ------------------------------ | --- | - | - | - | --- | --- | ---- |  | ------------------------------ | ----- | ----- | ----- | ------ |
| 1    | Cadí La Seu (es)               | 11  | 6 | 5 | 1 | 431 | 410 | 21   |  | Cadí La Seu (es)               |       | 69-66 | 48-73 | 70-61  |
| 2    | BK Žabiny Brno (+10)           | 9   | 6 | 3 | 3 | 453 | 406 | 47   |  | BK Žabiny Brno (+10)           | 76-82 |       | 76-70 | 93-45  |
| 3    | FCB Charleville-Mézières (-10) | 9   | 6 | 3 | 3 | 487 | 372 | 115  |  | FCB Charleville-Mézières (-10) | 70-74 | 70-74 |       | 108-42 |
| 4    | Elefthería Moschátou (el) Q    | 7   | 6 | 1 | 5 | 340 | 523 | -183 |  | Elefthería Moschátou (el) Q    | 64-88 | 70-68 | 58-96 |        |

### Groupe B
| Rang | Équipe                      | Pts | J | G | P | Pp  | Pc  | Diff |  | Résultats (dom.\ext.)       |       |       |       |       |
| ---- | --------------------------- | --- | - | - | - | --- | --- | ---- |  | --------------------------- | ----- | ----- | ----- | ----- |
| 1    | Spar Girona                 | 12  | 6 | 6 | 0 | 495 | 380 | 115  |  | Spar Girona                 |       | 94-68 | 73-45 | 97-71 |
| 2    | AZS AJP Gorzów Wielkopolski | 9   | 6 | 3 | 3 | 479 | 461 | 18   |  | AZS AJP Gorzów Wielkopolski | 75-77 |       | 83-81 | 83-92 |
| 3    | Piešťanské Čajky (tr)       | 8   | 6 | 2 | 4 | 394 | 407 | -13  |  | Piešťanské Čajky (tr)       | 53-68 | 64-77 |       | 81-54 |
| 4    | T71 Dudelange               | 7   | 6 | 1 | 5 | 390 | 510 | -120 |  | T71 Dudelange               | 68-86 | 53-93 | 52-70 |       |

### Groupe C
| Rang | Équipe                  | Pts | J | G | P | Pp  | Pc  | Diff |  | Résultats (dom.\ext.)   |       |       |        |       |
| ---- | ----------------------- | --- | - | - | - | --- | --- | ---- |  | ----------------------- | ----- | ----- | ------ | ----- |
| 1    | Galatasaray İstanbulF   | 12  | 6 | 6 | 0 | 500 | 408 | 92   |  | Galatasaray İstanbulF   |       | 74-62 | 102-66 | 83-77 |
| 2    | UF Angers B49           | 10  | 6 | 4 | 2 | 481 | 356 | 125  |  | UF Angers B49           | 70-71 |       | 90-52  | 95-61 |
| 3    | Kibirkštis Vilnius (lt) | 8   | 6 | 2 | 4 | 389 | 518 | -129 |  | Kibirkštis Vilnius (lt) | 57-87 | 50-96 |        | 87-78 |
| 4    | CSM Constanța           | 6   | 6 | 0 | 6 | 405 | 493 | -88  |  | CSM Constanța           | 76-83 | 48-68 | 65-77  |       |

### Groupe D
| Rang | Équipe                       | Pts | J | G | P | Pp  | Pc  | Diff |  | Résultats (dom.\ext.)        |       |       |       |  |
| ---- | ---------------------------- | --- | - | - | - | --- | --- | ---- |  | ---------------------------- | ----- | ----- | ----- |  |
| 1    | Basket Lattes Montpellier    | 7   | 4 | 3 | 1 | 303 | 268 | 35   |  | Basket Lattes Montpellier    |       | 66-67 | 86-62 |  |
| 2    | Lointek Gernika Bizkaia (es) | 6   | 4 | 2 | 2 | 283 | 265 | 18   |  | Lointek Gernika Bizkaia (es) | 69-70 |       | 78-59 |  |
| 3    | Zagłębie Sosnowiec           | 5   | 4 | 1 | 3 | 261 | 314 | -53  |  | Zagłębie Sosnowiec           | 70-81 | 70-69 |       |  |
| 4    | A.S. Ramat-Hasharon          | 0   | 0 | 0 | 0 | 0   | 0   |      |  | A.S. Ramat-Hasharon          |       |       |       |  |

### Groupe E
| Rang | Équipe                         | Pts | J | G | P | Pp  | Pc  | Diff |  | Résultats (dom.\ext.)          |       |       |       |       |
| ---- | ------------------------------ | --- | - | - | - | --- | --- | ---- |  | ------------------------------ | ----- | ----- | ----- | ----- |
| 1    | Beşiktaş JK İstanbul EL (+13)  | 10  | 6 | 4 | 2 | 501 | 416 | 85   |  | Beşiktaş JK İstanbul EL (+13)  |       | 93-79 | 79-80 | 97-69 |
| 2    | Kangoeroes Basket Malines (-5) | 10  | 6 | 4 | 2 | 517 | 470 | 47   |  | Kangoeroes Basket Malines (-5) | 83-74 |       | 87-91 | 88-72 |
| 3    | Panathinaïkós Athènes (-8)     | 10  | 6 | 4 | 2 | 446 | 448 | -2   |  | Panathinaïkós Athènes (-8)     | 62-71 | 80-84 |       | 66-64 |
| 4    | Slávia Banská Bystrica (sk)    | 6   | 4 | 0 | 6 | 371 | 501 | -130 |  | Slávia Banská Bystrica (sk)    | 43-87 | 60-96 | 63-67 |       |

### Groupe F
| Rang | Équipe                   | Pts | J | G | P | Pp  | Pc  | Diff |  | Résultats (dom.\ext.)    |       |       |       |       |
| ---- | ------------------------ | --- | - | - | - | --- | --- | ---- |  | ------------------------ | ----- | ----- | ----- | ----- |
| 1    | TTT RigaEL               | 12  | 6 | 6 | 0 | 439 | 362 | 77   |  | TTT RigaEL               |       | 71-69 | 59-55 | 81-56 |
| 2    | Kayseri Basketbol (+6)   | 9   | 6 | 3 | 3 | 463 | 430 | 33   |  | Kayseri Basketbol (+6)   | 60-80 |       | 69-85 | 83-58 |
| 3    | Olympiakós Le Pirée (-6) | 9   | 6 | 3 | 3 | 408 | 392 | 16   |  | Olympiakós Le Pirée (-6) | 68-77 | 73-95 |       | 68-46 |
| 4    | MBK Ružomberok Q         | 6   | 6 | 0 | 6 | 323 | 449 | -126 |  | MBK Ružomberok Q         | 54-71 | 63-87 | 46-59 |       |

### Groupe G
| Rang | Équipe                         | Pts | J | G | P | Pp  | Pc  | Diff |  | Résultats (dom.\ext.)          |       |       |       |  |
| ---- | ------------------------------ | --- | - | - | - | --- | --- | ---- |  | ------------------------------ | ----- | ----- | ----- |  |
| 1    | Basket Namur-Capitale (+8)     | 7   | 4 | 3 | 1 | 240 | 210 | 30   |  | Basket Namur-Capitale (+8)     |       | 65-50 | 73-59 |  |
| 2    | Caledonia Gladiators (en) (-8) | 7   | 4 | 3 | 1 | 236 | 212 | 24   |  | Caledonia Gladiators (en) (-8) | 49-42 |       | 73-52 |  |
| 3    | Benfica Lisbonne               | 4   | 4 | 0 | 4 | 216 | 270 | -54  |  | Benfica Lisbonne               | 52-60 | 53-64 |       |  |
| 4    | Elitzur Ramla                  | 0   | 0 | 0 | 0 | 0   | 0   |      |  | Elitzur Ramla                  |       |       |       |  |

### Groupe H
| Rang | Équipe                       | Pts | J | G | P | Pp  | Pc  | Diff |  | Résultats (dom.\ext.)        |       |       |        |       |
| ---- | ---------------------------- | --- | - | - | - | --- | --- | ---- |  | ---------------------------- | ----- | ----- | ------ | ----- |
| 1    | Tango Bourges Basket         | 12  | 6 | 6 | 0 | 569 | 370 | 199  |  | Tango Bourges Basket         |       | 86-51 | 124-92 | 93-59 |
| 2    | KP Brno                      | 9   | 6 | 3 | 3 | 459 | 416 | 43   |  | KP Brno                      | 59-70 |       | 101-63 | 95-59 |
| 3    | Antalya Toroslar BK (tr) Q   | 8   | 6 | 2 | 4 | 465 | 565 | -100 |  | Antalya Toroslar BK (tr) Q   | 67-99 | 79-77 |        | 74-73 |
| 4    | BBC Grünewald H. Niederanven | 7   | 6 | 1 | 5 | 383 | 525 | -142 |  | BBC Grünewald H. Niederanven | 42-97 | 59-76 | 91-90  |       |

### Groupe I
| Rang | Équipe                      | Pts | J | G | P | Pp  | Pc  | Diff |  | Résultats (dom.\ext.)       |       |       |       |       |
| ---- | --------------------------- | --- | - | - | - | --- | --- | ---- |  | --------------------------- | ----- | ----- | ----- | ----- |
| 1    | London LionsEL              | 12  | 6 | 6 | 0 | 521 | 357 | 164  |  | London LionsEL              |       | 93-53 | 78-63 | 79-60 |
| 2    | Castors Braine              | 10  | 6 | 4 | 2 | 443 | 446 | -3   |  | Castors Braine              | 76-87 |       | 97-69 | 66-60 |
| 3    | Rutronik Stars Keltern (de) | 8   | 6 | 2 | 4 | 427 | 475 | -48  |  | Rutronik Stars Keltern (de) | 50-93 | 74-80 |       | 89-59 |
| 4    | GD ESSA Barreiro            | 6   | 6 | 0 | 6 | 365 | 478 | -113 |  | GD ESSA Barreiro            | 55-91 | 63-71 | 68-82 |       |

### Groupe J
| Rang | Équipe                               | Pts | J | G | P | Pp  | Pc  | Diff |  | Résultats (dom.\ext.)                |        |       |        |       |
| ---- | ------------------------------------ | --- | - | - | - | --- | --- | ---- |  | ------------------------------------ | ------ | ----- | ------ | ----- |
| 1    | Reyer Venise-Mestre                  | 12  | 6 | 6 | 0 | 529 | 304 | 225  |  | Reyer Venise-Mestre                  |        | 73-58 | 105-58 | 91-38 |
| 2    | NKA Universitas PEAC Pécs (hu) (+23) | 9   | 6 | 3 | 3 | 418 | 368 | 50   |  | NKA Universitas PEAC Pécs (hu) (+23) | 52-67  |       | 78-52  | 77-66 |
| 3    | Bursa Uludağ BK (tr) (-23)           | 9   | 6 | 3 | 3 | 401 | 440 | -39  |  | Bursa Uludağ BK (tr) (-23)           | 64-80  | 78-75 |        | 60-50 |
| 4    | PGM Ragusa Dubrovnik                 | 6   | 6 | 0 | 6 | 272 | 508 | -236 |  | PGM Ragusa Dubrovnik                 | 34-113 | 32-78 | 52-89  |       |

### Groupe K
| Rang | Équipe                   | Pts | J | G | P | Pp  | Pc  | Diff |  | Résultats (dom.\ext.)    |       |       |       |        |
| ---- | ------------------------ | --- | - | - | - | --- | --- | ---- |  | ------------------------ | ----- | ----- | ----- | ------ |
| 1    | Estudiantes Madrid       | 12  | 6 | 6 | 0 | 436 | 381 | 55   |  | Estudiantes Madrid       |       | 54-47 | 83-69 | 101-80 |
| 2    | Dinamo Sassari (it) (+5) | 9   | 6 | 3 | 3 | 437 | 413 | 24   |  | Dinamo Sassari (it) (+5) | 65-72 |       | 85-69 | 88-65  |
| 3    | KSC Szekszárd (-5)       | 9   | 6 | 3 | 3 | 446 | 450 | -4   |  | KSC Szekszárd (-5)       | 54-56 | 83-72 |       | 76-65  |
| 4    | Levharti Chomutov        | 6   | 6 | 0 | 6 | 435 | 510 | -75  |  | Levharti Chomutov        | 66-70 | 70-80 | 89-95 |        |

### Groupe L
| Rang | Équipe                         | Pts | J | G | P | Pp  | Pc  | Diff |  | Résultats (dom.\ext.)          |       |       |        |       |
| ---- | ------------------------------ | --- | - | - | - | --- | --- | ---- |  | ------------------------------ | ----- | ----- | ------ | ----- |
| 1    | Arka Gdynia (+18)              | 10  | 6 | 4 | 2 | 454 | 390 | 64   |  | Arka Gdynia (+18)              |       | 86-61 | 77-47  | 69-53 |
| 2    | Roche Vendée BC (-18)          | 10  | 6 | 4 | 2 | 445 | 451 | -6   |  | Roche Vendée BC (-18)          | 84-77 |       | 101-68 | 72-61 |
| 3    | Elfic Fribourg Basket (+2)     | 8   | 6 | 2 | 4 | 425 | 488 | -63  |  | Elfic Fribourg Basket (+2)     | 93-89 | 73-79 |        | 82-71 |
| 4    | Emlak Konut İstanbul (tr) (-2) | 8   | 6 | 2 | 4 | 394 | 389 | 5    |  | Emlak Konut İstanbul (tr) (-2) | 52-56 | 86-48 | 71-62  |       |

### Équipes qualifiées

#### Classement des meilleures troisièmes
| Rang | Grp. | Équipe                      | Pts | J | G | N | P | Bp  | Bc  | Diff | Qualification             |
| ---- | ---- | --------------------------- | --- | - | - | - | - | --- | --- | ---- | ------------------------- |
| 1    | E    | Panathinaïkós Athènes       | 6   | 4 | 2 | 0 | 2 | 313 | 321 | −8   | Premier tour des playoffs |
| 2    | A    | FCB Charleville-Mézières    | 5   | 4 | 1 | 0 | 3 | 283 | 272 | +11  | Premier tour des playoffs |
| 3    | F    | Olympiakós Le Pirée         | 5   | 4 | 1 | 0 | 3 | 281 | 300 | −19  | Premier tour des playoffs |
| 4    | K    | KSC Szekszárd               | 5   | 4 | 1 | 0 | 3 | 275 | 296 | −21  | Premier tour des playoffs |
| 5    | D    | Zagłębie Sosnowiec          | 5   | 4 | 1 | 0 | 3 | 261 | 314 | −53  | Premier tour des playoffs |
| 6    | L    | Elfic Fribourg Basket       | 5   | 4 | 1 | 0 | 3 | 281 | 346 | −65  | Premier tour des playoffs |
| 7    | J    | Bursa Uludağ BK (tr)        | 5   | 4 | 1 | 0 | 3 | 252 | 338 | −86  | Premier tour des playoffs |
| 8    | H    | Antalya Toroslar BK (tr) Q  | 5   | 4 | 1 | 0 | 3 | 301 | 401 | −100 | Premier tour des playoffs |
| 9    | G    | Benfica Lisbonne            | 4   | 4 | 0 | 0 | 4 | 216 | 270 | −54  |                           |
| 10   | B    | Piešťanské Čajky            | 4   | 4 | 0 | 0 | 4 | 243 | 301 | −58  |                           |
| 11   | I    | Rutronik Stars Keltern (de) | 4   | 4 | 0 | 0 | 4 | 256 | 348 | −92  |                           |
| 12   | C    | Kibirkštis Vilnius (lt)     | 4   | 4 | 0 | 0 | 4 | 225 | 375 | −150 |                           |

#### Répartition des têtes de série par le classement général
| Pos. | Grp. | Équipe                         | Pts | J | G | N | P | Bp  | Bc  | Diff |
| ---- | ---- | ------------------------------ | --- | - | - | - | - | --- | --- | ---- |
| 1    | H    | Tango Bourges Basket           | 8   | 4 | 4 | 0 | 0 | 379 | 269 | +110 |
| 2    | I    | London Lions EL                | 8   | 4 | 4 | 0 | 0 | 351 | 242 | +109 |
| 3    | J    | Reyer Venise-Mestre            | 8   | 4 | 4 | 0 | 0 | 325 | 232 | +93  |
| 4    | C    | Galatasaray İstanbul F         | 8   | 4 | 4 | 0 | 0 | 334 | 255 | +79  |
| 5    | B    | Spar Girona                    | 8   | 4 | 4 | 0 | 0 | 312 | 241 | +71  |
| 6    | F    | TTT Riga EL                    | 8   | 4 | 4 | 0 | 0 | 287 | 252 | +35  |
| 7    | K    | Estudiantes Madrid             | 8   | 4 | 4 | 0 | 0 | 265 | 235 | +30  |
| 8    | D    | Basket Lattes Montpellier      | 7   | 4 | 3 | 0 | 1 | 303 | 268 | +35  |
| 9    | G    | Basket Namur-Capitale          | 7   | 4 | 3 | 0 | 1 | 240 | 210 | +30  |
| 10   | G    | Caledonia Gladiators (en)      | 7   | 4 | 3 | 0 | 1 | 236 | 212 | +24  |
| 11   | L    | Roche Vendée BC                | 7   | 4 | 3 | 0 | 1 | 325 | 304 | +21  |
| 12   | A    | Cadí La Seu (es)               | 7   | 4 | 3 | 0 | 1 | 273 | 285 | −12  |
| 13   | C    | UF Angers B49                  | 6   | 4 | 2 | 0 | 2 | 318 | 247 | +71  |
| 14   | L    | Arka Gdynia                    | 6   | 4 | 2 | 0 | 2 | 329 | 285 | +44  |
| 15   | D    | Lointek Gernika Bizkaia (es)   | 6   | 4 | 2 | 0 | 2 | 283 | 265 | +18  |
| 16   | E    | Beşiktaş JK İstanbul EL        | 6   | 4 | 2 | 0 | 2 | 317 | 304 | +13  |
| 17   | A    | BK Žabiny Brno                 | 6   | 4 | 2 | 0 | 2 | 292 | 291 | +1   |
| 18   | E    | Kangoeroes Basket Malines      | 6   | 4 | 2 | 0 | 2 | 333 | 338 | −5   |
| 19   | E    | Panathinaïkós Athènes          | 6   | 4 | 2 | 0 | 2 | 313 | 321 | −8   |
| 20   | B    | AZS AJP Gorzów Wielkopolski    | 6   | 4 | 2 | 0 | 2 | 303 | 316 | −13  |
| 21   | I    | Castors Braine                 | 6   | 4 | 2 | 0 | 2 | 306 | 323 | −17  |
| 22   | A    | FCB Charleville-Mézières       | 5   | 4 | 1 | 0 | 3 | 283 | 272 | +11  |
| 23   | J    | NKA Universitas PEAC Pécs (hu) | 5   | 4 | 1 | 0 | 3 | 263 | 270 | −7   |
| 24   | K    | Dinamo Sassari (it)            | 5   | 4 | 1 | 0 | 3 | 269 | 278 | −9   |
| 25   | H    | KP Brno                        | 5   | 4 | 1 | 0 | 3 | 288 | 298 | −10  |
| 26   | F    | Kayseri Basketbol              | 5   | 4 | 1 | 0 | 3 | 293 | 309 | −16  |
| 27   | F    | Olympiakós Le Pirée            | 5   | 4 | 1 | 0 | 3 | 281 | 300 | −19  |
| 28   | K    | KSC Szekszárd                  | 5   | 4 | 1 | 0 | 3 | 275 | 296 | −21  |
| 29   | D    | Zagłębie Sosnowiec             | 5   | 4 | 1 | 0 | 3 | 261 | 314 | −53  |
| 30   | L    | Elfic Fribourg Basket          | 5   | 4 | 1 | 0 | 3 | 281 | 346 | −65  |
| 31   | J    | Bursa Uludağ BK (tr)           | 5   | 4 | 1 | 0 | 3 | 252 | 338 | −86  |
| 32   | H    | Antalya Toroslar BK (tr) Q     | 5   | 4 | 1 | 0 | 3 | 301 | 401 | −100 |

## Playoffs

### Tableau jusqu’aux quarts de finale
Le signe * précède le score de l'équipe évoluant à domicile.
|  | Seizièmes de finale | Seizièmes de finale        | Seizièmes de finale       | Seizièmes de finale | Seizièmes de finale |     |                         | Huitièmes de finale       | Huitièmes de finale | Huitièmes de finale | Huitièmes de finale | Huitièmes de finale |  |  | Quarts de finale | Quarts de finale        | Quarts de finale | Quarts de finale | Quarts de finale |
|  |                     |                            |                           |                     |                     |     |                         |                           |                     |                     |                     |                     |  |  |                  |                         |                  |                  |                  |
|  | 1                   | Tango Bourges Basket       | 108                       | *90                 | 198                 |     |                         |                           |                     |                     |                     |                     |  |  |                  |                         |                  |                  |                  |
|  | 32                  | Antalya Toroslar BK (tr) Q | *51                       | 69                  | 120                 |     |                         |                           |                     |                     |                     |                     |  |  |                  |                         |                  |                  |                  |
|  | 32                  | Antalya Toroslar BK (tr) Q | *51                       | 69                  | 120                 |     | 1                       | Tango Bourges Basket      | 74                  | *79                 | 153                 |                     |  |  |                  |                         |                  |                  |                  |
|  |                     |                            |                           |                     |                     |     | 1                       | Tango Bourges Basket      | 74                  | *79                 | 153                 |                     |  |  |                  |                         |                  |                  |                  |
|  |                     | 16                         | Beşiktaş JK İstanbul EL   | *83                 | 76                  | 159 |                         |                           |                     |                     |                     |                     |  |  |                  |                         |                  |                  |                  |
|  | 16                  | 16                         | Beşiktaş JK İstanbul EL   | *83                 | 76                  | 159 | Beşiktaş JK İstanbul EL | 63                        | *78                 | 141                 |                     |                     |  |  |                  |                         |                  |                  |                  |
|  | 16                  |                            |                           |                     |                     |     | Beşiktaş JK İstanbul EL | 63                        | *78                 | 141                 |                     |                     |  |  |                  |                         |                  |                  |                  |
|  | 17                  | BK Žabiny Brno             | *73                       | 58                  | 131                 |     |                         |                           |                     |                     |                     |                     |  |  |                  |                         |                  |                  |                  |
|  |                     |                            |                           |                     |                     |     |                         |                           |                     |                     |                     |                     |  |  | 16               | Beşiktaş JK İstanbul EL | *73              | 75               | 148              |
|  |                     | 8                          | Basket Lattes Montpellier | 59                  | *72                 | 131 |                         |                           |                     |                     |                     |                     |  |  |                  |                         |                  |                  |                  |
|  | 8                   | Basket Lattes Montpellier  | 63                        | *89                 | 152                 |     |                         |                           |                     |                     |                     |                     |  |  |                  |                         |                  |                  |                  |
|  | 25                  | KP Brno                    | *71                       | 59                  | 130                 |     |                         |                           |                     |                     |                     |                     |  |  |                  |                         |                  |                  |                  |
|  | 25                  | KP Brno                    | *71                       | 59                  | 130                 |     | 8                       | Basket Lattes Montpellier | 69                  | *79                 | 148                 |                     |  |  |                  |                         |                  |                  |                  |
|  |                     |                            |                           |                     |                     |     | 8                       | Basket Lattes Montpellier | 69                  | *79                 | 148                 |                     |  |  |                  |                         |                  |                  |                  |
|  |                     | 24                         | Dinamo Sassari (it)       | *66                 | 69                  | 135 |                         |                           |                     |                     |                     |                     |  |  |                  |                         |                  |                  |                  |
|  | 9                   | 24                         | Dinamo Sassari (it)       | *66                 | 69                  | 135 | Basket Namur-Capitale   | 73                        | *52                 | 125                 |                     |                     |  |  |                  |                         |                  |                  |                  |
|  | 9                   |                            |                           |                     |                     |     | Basket Namur-Capitale   | 73                        | *52                 | 125                 |                     |                     |  |  |                  |                         |                  |                  |                  |
|  | 24                  | Dinamo Sassari (it)        | *79                       | 63                  | 142                 |     |                         |                           |                     |                     |                     |                     |  |  |                  |                         |                  |                  |                  |

|  | Seizièmes de finale | Seizièmes de finale            | Seizièmes de finale            | Seizièmes de finale | Seizièmes de finale |     |                              | Huitièmes de finale | Huitièmes de finale | Huitièmes de finale | Huitièmes de finale | Huitièmes de finale |  |  | Quarts de finale | Quarts de finale | Quarts de finale | Quarts de finale | Quarts de finale |
|  |                     |                                |                                |                     |                     |     |                              |                     |                     |                     |                     |                     |  |  |                  |                  |                  |                  |                  |
|  | 2                   | London Lions EL                | 77                             | *122                | 199                 |     |                              |                     |                     |                     |                     |                     |  |  |                  |                  |                  |                  |                  |
|  | 31                  | Bursa Uludağ BK (tr)           | *53                            | 63                  | 116                 |     |                              |                     |                     |                     |                     |                     |  |  |                  |                  |                  |                  |                  |
|  | 31                  | Bursa Uludağ BK (tr)           | *53                            | 63                  | 116                 |     | 2                            | London Lions EL     | 76                  | *87                 | 163                 |                     |  |  |                  |                  |                  |                  |                  |
|  |                     |                                |                                |                     |                     |     | 2                            | London Lions EL     | 76                  | *87                 | 163                 |                     |  |  |                  |                  |                  |                  |                  |
|  |                     | 15                             | Lointek Gernika Bizkaia (es)   | *69                 | 59                  | 129 |                              |                     |                     |                     |                     |                     |  |  |                  |                  |                  |                  |                  |
|  | 15                  | 15                             | Lointek Gernika Bizkaia (es)   | *69                 | 59                  | 129 | Lointek Gernika Bizkaia (es) | 70                  | *69                 | 139                 |                     |                     |  |  |                  |                  |                  |                  |                  |
|  | 15                  |                                |                                |                     |                     |     | Lointek Gernika Bizkaia (es) | 70                  | *69                 | 139                 |                     |                     |  |  |                  |                  |                  |                  |                  |
|  | 18                  | Kangoeroes Basket Malines      | *75                            | 58                  | 133                 |     |                              |                     |                     |                     |                     |                     |  |  |                  |                  |                  |                  |                  |
|  |                     |                                |                                |                     |                     |     |                              |                     |                     |                     |                     |                     |  |  | 2                | London Lions EL  | 87               | *82              | 169              |
|  |                     | 26                             | Kayseri Basketbol              | *79                 | 70                  | 149 |                              |                     |                     |                     |                     |                     |  |  |                  |                  |                  |                  |                  |
|  | 7                   | Estudiantes Madrid             | 55                             | *63                 | 118                 |     |                              |                     |                     |                     |                     |                     |  |  |                  |                  |                  |                  |                  |
|  | 26                  | Kayseri Basketbol              | *81                            | 76                  | 157                 |     |                              |                     |                     |                     |                     |                     |  |  |                  |                  |                  |                  |                  |
|  | 26                  | Kayseri Basketbol              | *81                            | 76                  | 157                 |     | 26                           | Kayseri Basketbol   | *76                 | 70                  | 146                 |                     |  |  |                  |                  |                  |                  |                  |
|  |                     |                                |                                |                     |                     |     | 26                           | Kayseri Basketbol   | *76                 | 70                  | 146                 |                     |  |  |                  |                  |                  |                  |                  |
|  |                     | 23                             | NKA Universitas PEAC Pécs (hu) | 65                  | *72                 | 137 |                              |                     |                     |                     |                     |                     |  |  |                  |                  |                  |                  |                  |
|  | 10                  | 23                             | NKA Universitas PEAC Pécs (hu) | 65                  | *72                 | 137 | Caledonia Gladiators (en)    | 51                  | *50                 | 101                 |                     |                     |  |  |                  |                  |                  |                  |                  |
|  | 10                  |                                |                                |                     |                     |     | Caledonia Gladiators (en)    | 51                  | *50                 | 101                 |                     |                     |  |  |                  |                  |                  |                  |                  |
|  | 23                  | NKA Universitas PEAC Pécs (hu) | *75                            | 61                  | 136                 |     |                              |                     |                     |                     |                     |                     |  |  |                  |                  |                  |                  |                  |

|  | Seizièmes de finale | Seizièmes de finale      | Seizièmes de finale | Seizièmes de finale | Seizièmes de finale |     |                 | Huitièmes de finale | Huitièmes de finale | Huitièmes de finale | Huitièmes de finale | Huitièmes de finale |  |  | Quarts de finale | Quarts de finale    | Quarts de finale | Quarts de finale | Quarts de finale |
|  |                     |                          |                     |                     |                     |     |                 |                     |                     |                     |                     |                     |  |  |                  |                     |                  |                  |                  |
|  | 3                   | Reyer Venise-Mestre      | 83                  | *72                 | 155                 |     |                 |                     |                     |                     |                     |                     |  |  |                  |                     |                  |                  |                  |
|  | 30                  | Elfic Fribourg Basket    | *63                 | 51                  | 114                 |     |                 |                     |                     |                     |                     |                     |  |  |                  |                     |                  |                  |                  |
|  | 30                  | Elfic Fribourg Basket    | *63                 | 51                  | 114                 |     | 3               | Reyer Venise-Mestre | 77                  | *80                 | 157                 |                     |  |  |                  |                     |                  |                  |                  |
|  |                     |                          |                     |                     |                     |     | 3               | Reyer Venise-Mestre | 77                  | *80                 | 157                 |                     |  |  |                  |                     |                  |                  |                  |
|  |                     | 14                       | Arka Gdynia         | *68                 | 59                  | 127 |                 |                     |                     |                     |                     |                     |  |  |                  |                     |                  |                  |                  |
|  | 14                  | 14                       | Arka Gdynia         | *68                 | 59                  | 127 | Arka Gdynia     | 66                  | *67                 | 133                 |                     |                     |  |  |                  |                     |                  |                  |                  |
|  | 14                  |                          |                     |                     |                     |     | Arka Gdynia     | 66                  | *67                 | 133                 |                     |                     |  |  |                  |                     |                  |                  |                  |
|  | 19                  | Panathinaïkós Athènes    | *56                 | 63                  | 119                 |     |                 |                     |                     |                     |                     |                     |  |  |                  |                     |                  |                  |                  |
|  |                     |                          |                     |                     |                     |     |                 |                     |                     |                     |                     |                     |  |  | 3                | Reyer Venise-Mestre | 83               | *88              | 171              |
|  |                     | 6                        | TTT Riga EL         | *70                 | 78                  | 148 |                 |                     |                     |                     |                     |                     |  |  |                  |                     |                  |                  |                  |
|  | 6                   | TTT Riga EL              | 72                  | *70                 | 142                 |     |                 |                     |                     |                     |                     |                     |  |  |                  |                     |                  |                  |                  |
|  | 27                  | Olympiakós Le Pirée      | *53                 | 65                  | 118                 |     |                 |                     |                     |                     |                     |                     |  |  |                  |                     |                  |                  |                  |
|  | 27                  | Olympiakós Le Pirée      | *53                 | 65                  | 118                 |     | 6               | TTT Riga EL         | 87                  | *69                 | 156                 |                     |  |  |                  |                     |                  |                  |                  |
|  |                     |                          |                     |                     |                     |     | 6               | TTT Riga EL         | 87                  | *69                 | 156                 |                     |  |  |                  |                     |                  |                  |                  |
|  |                     | 11                       | Roche Vendée BC     | *70                 | 61                  | 131 |                 |                     |                     |                     |                     |                     |  |  |                  |                     |                  |                  |                  |
|  | 11                  | 11                       | Roche Vendée BC     | *70                 | 61                  | 131 | Roche Vendée BC | 71                  | *78                 | 149                 |                     |                     |  |  |                  |                     |                  |                  |                  |
|  | 11                  |                          |                     |                     |                     |     | Roche Vendée BC | 71                  | *78                 | 149                 |                     |                     |  |  |                  |                     |                  |                  |                  |
|  | 22                  | FCB Charleville-Mézières | *71                 | 73                  | 144                 |     |                 |                     |                     |                     |                     |                     |  |  |                  |                     |                  |                  |                  |

|  | Seizièmes de finale | Seizièmes de finale          | Seizièmes de finale          | Seizièmes de finale | Seizièmes de finale |     |                  | Huitièmes de finale    | Huitièmes de finale | Huitièmes de finale | Huitièmes de finale | Huitièmes de finale |  |  | Quarts de finale | Quarts de finale       | Quarts de finale | Quarts de finale | Quarts de finale |
|  |                     |                              |                              |                     |                     |     |                  |                        |                     |                     |                     |                     |  |  |                  |                        |                  |                  |                  |
|  | 4                   | Galatasaray İstanbul F       | 90                           | *91                 | 181                 |     |                  |                        |                     |                     |                     |                     |  |  |                  |                        |                  |                  |                  |
|  | 29                  | Zagłębie Sosnowiec           | *90                          | 65                  | 155                 |     |                  |                        |                     |                     |                     |                     |  |  |                  |                        |                  |                  |                  |
|  | 29                  | Zagłębie Sosnowiec           | *90                          | 65                  | 155                 |     | 4                | Galatasaray İstanbul F | 87                  | *85                 | 172                 |                     |  |  |                  |                        |                  |                  |                  |
|  |                     |                              |                              |                     |                     |     | 4                | Galatasaray İstanbul F | 87                  | *85                 | 172                 |                     |  |  |                  |                        |                  |                  |                  |
|  |                     | 20                           | AZS AJP Gorzów Wielkopolski0 | *73                 | 91                  | 164 |                  |                        |                     |                     |                     |                     |  |  |                  |                        |                  |                  |                  |
|  | 13                  | 20                           | AZS AJP Gorzów Wielkopolski0 | *73                 | 91                  | 164 | UF Angers B49    | 67                     | *68                 | 135                 |                     |                     |  |  |                  |                        |                  |                  |                  |
|  | 13                  |                              |                              |                     |                     |     | UF Angers B49    | 67                     | *68                 | 135                 |                     |                     |  |  |                  |                        |                  |                  |                  |
|  | 20                  | AZS AJP Gorzów Wielkopolski0 | *74                          | 75                  | 149                 |     |                  |                        |                     |                     |                     |                     |  |  |                  |                        |                  |                  |                  |
|  |                     |                              |                              |                     |                     |     |                  |                        |                     |                     |                     |                     |  |  | 4                | Galatasaray İstanbul F | 64               | *81              | 145              |
|  |                     | 5                            | Spar Girona                  | *77                 | 83                  | 160 |                  |                        |                     |                     |                     |                     |  |  |                  |                        |                  |                  |                  |
|  | 5                   | Spar Girona                  | 89                           | *63                 | 152                 |     |                  |                        |                     |                     |                     |                     |  |  |                  |                        |                  |                  |                  |
|  | 28                  | KSC Szekszárd                | *77                          | 51                  | 128                 |     |                  |                        |                     |                     |                     |                     |  |  |                  |                        |                  |                  |                  |
|  | 28                  | KSC Szekszárd                | *77                          | 51                  | 128                 |     | 5                | Spar Girona            | 68                  | *68                 | 136                 |                     |  |  |                  |                        |                  |                  |                  |
|  |                     |                              |                              |                     |                     |     | 5                | Spar Girona            | 68                  | *68                 | 136                 |                     |  |  |                  |                        |                  |                  |                  |
|  |                     | 12                           | Cadí La Seu (es)             | *52                 | 39                  | 91  |                  |                        |                     |                     |                     |                     |  |  |                  |                        |                  |                  |                  |
|  | 12                  | 12                           | Cadí La Seu (es)             | *52                 | 39                  | 91  | Cadí La Seu (es) | 84                     | *87                 | 171                 |                     |                     |  |  |                  |                        |                  |                  |                  |
|  | 12                  |                              |                              |                     |                     |     | Cadí La Seu (es) | 84                     | *87                 | 171                 |                     |                     |  |  |                  |                        |                  |                  |                  |
|  | 21                  | Castors Braine               | *62                          | 83                  | 145                 |     |                  |                        |                     |                     |                     |                     |  |  |                  |                        |                  |                  |                  |

### Dernier carré
Le signe * précède le score de l'équipe évoluant à domicile.
|  | Demi-finales | Demi-finales            | Demi-finales    | Demi-finales | Demi-finales |     |                 | Finale                  | Finale | Finale | Finale | Finale |  |  |  |  |  |  |  |
|  |              |                         |                 |              |              |     |                 |                         |        |        |        |        |  |  |  |  |  |  |  |
|  | 16           | Beşiktaş JK İstanbul EL | *81             | 68           | 149          |     |                 |                         |        |        |        |        |  |  |  |  |  |  |  |
|  | 5            | Spar Girona             | 60              | *66          | 126          |     |                 |                         |        |        |        |        |  |  |  |  |  |  |  |
|  | 5            | Spar Girona             | 60              | *66          | 126          |     | 16              | Beşiktaş JK İstanbul EL | *75    | 70     | 145    |        |  |  |  |  |  |  |  |
|  |              |                         |                 |              |              |     | 16              | Beşiktaş JK İstanbul EL | *75    | 70     | 145    |        |  |  |  |  |  |  |  |
|  |              | 2                       | London Lions EL | 68           | *81          | 149 |                 |                         |        |        |        |        |  |  |  |  |  |  |  |
|  | 2            | 2                       | London Lions EL | 68           | *81          | 149 | London Lions EL | 69                      | *71    | 140    |        |        |  |  |  |  |  |  |  |
|  | 2            |                         |                 |              |              |     | London Lions EL | 69                      | *71    | 140    |        |        |  |  |  |  |  |  |  |
|  | 3            | Reyer Venise-Mestre     | *68             | 59           | 127          |     |                 |                         |        |        |        |        |  |  |  |  |  |  |  |

## Récompenses

### Trophées de la saison
- MVP des Finales[4] :  Karlie Samuelson ( London Lions)

### Trophées mensuels
| Mois     | Joueuse                  | Équipe                     |
| -------- | ------------------------ | -------------------------- |
| Octobre  | Myisha Hines-Allen (1/1) | Galatasaray İstanbul (1/2) |
| Novembre | Jessica Shepard (1/1)    | Reyer Venise-Mestre (1/1)  |
| Décembre | NaLyssa Smith (1/1)      | Galatasaray İstanbul (2/2) |
| Janvier  | Gintarė Petronytė (1/1)  | Kayseri Basketbol (1/1)    |
| Février  | Karlie Samuelson (1/1)   | London Lions (1/1)         |
| Mars     | Li Yueru (1/1)           | Beşiktaş JK İstanbul (1/1) |

### Trophées hebdomadaires
| Journée | PG                                                      | SG                                                 | SF                                                     | PF                                               | C                                                   |
| ------- | ------------------------------------------------------- | -------------------------------------------------- | ------------------------------------------------------ | ------------------------------------------------ | --------------------------------------------------- |
| 1       | Dana Evans (1/3) Beşiktaş JK İstanbul (1/7)             | Alexandra Wilke (1/1) Rutronik Stars Keltern (1/1) | Myisha Hines-Allen (1/4) Galatasaray İstanbul (1/7)    | Kelsey Bone (1/4) Antalya Toroslar BK (1/5)      | Lauren Scherf (1/2) FCB Charleville-Mézières (1/2)  |
| 2       | Aaryn Ellenberg-Wiley (1/1) Kayseri Basketbol (1/6)     | Karlie Samuelson (1/3) London Lions (1/11)         | Regan Magarity (1/2) Spar Girona (1/5)                 | Trinity Baptiste (1/1) Bursa Uludağ BK (1/2)     | Kelsey Bone (2/4) Antalya Toroslar BK (2/5)         |
| 3       | Aisha Sheppard (1/1) Antalya Toroslar BK (3/5)          | Holly Winterburn (1/3) London Lions (2/11)         | Kayla Alexander (1/2) Tango Bourges Basket (1/4)       | Kelsey Bone (3/4) Antalya Toroslar BK (4/5)      | Myisha Hines-Allen (2/4) Galatasaray İstanbul (2/7) |
| 4       | Marine Dursus (1/1) UF Angers B49 (1/1)                 | Kamilė Nacickaitė (1/1) Tango Bourges Basket (2/4) | Jessica Shepard (1/4) Reyer Venise-Mestre (1/5)        | Jacinta Monroe (1/1) KSC Szekszárd (1/1)         | Rennia Davis (1/1) Arka Gdynia (1/1)                |
| 5       | Samantha Logic (1/1) BBC Grünewald H. Niederanven (1/2) | Holly Winterburn (2/3) London Lions (3/11)         | Amanda Cahill (1/1) BBC Grünewald H. Niederanven (2/2) | Kayla Alexander (2/2) Tango Bourges Basket (3/4) | Gintarė Petronytė (1/3) Kayseri Basketbol (2/6)     |
| 6       | Pauline Astier (1/1) Tango Bourges Basket (4/4)         | Karolina Šotolová (1/1) BK Žabiny Brno (1/1)       | Mia Loyd (1/1) T71 Dudelange (1/1)                     | Jessica Shepard (2/4) Reyer Venise-Mestre (2/5)  | Kelsey Bone (4/4) Antalya Toroslar BK (5/5)         |

| Manche                      | PG                                            | SG                                              | SF                                                   | PF                                                       | C                                                  |
| --------------------------- | --------------------------------------------- | ----------------------------------------------- | ---------------------------------------------------- | -------------------------------------------------------- | -------------------------------------------------- |
| 1/16 de finale Match aller  | Ieva Pulvere (1/1) TTT Riga (1/2)             | Jessica January (1/1) Zagłębie Sosnowiec (1/1)  | Joyner Holmes (1/1) Kayseri Basketbol (3/6)          | NaLyssa Smith (1/2) Galatasaray İstanbul (3/7)           | Lauren Scherf (2/2) FCB Charleville-Mézières (2/2) |
| 1/16 de finale Match retour | Katsiaryna Snytsina (1/1) London Lions (4/11) | Jazmine Jones (1/1) Panathinaïkós Athènes (1/1) | Mya Hollingshed (1/1) Dinamo Sassari (it) (1/1)      | Myisha Hines-Allen (3/4) Galatasaray İstanbul (4/7)      | Channon Fluker (1/1) Bursa Uludağ BK (2/2)         |
| ⅛ de finale Match aller     | Kyra Lambert (1/1) TTT Riga (2/2)             | Jovana Nogić (1/1) Beşiktaş JK İstanbul (2/7)   | NaLyssa Smith (2/2) Galatasaray İstanbul (5/7)       | Myisha Hines-Allen (4/4) Galatasaray İstanbul (6/7)      | Gintarė Petronytė (2/3) Kayseri Basketbol (4/6)    |
| ⅛ de finale Match retour    | Julie Vanloo (1/1) Galatasaray İstanbul (7/7) | Dana Evans (2/3) Beşiktaş JK İstanbul (3/7)     | Alisia Jenkins (1/1) Basket Lattes Montpellier (1/2) | Weronika Telenga (1/1) AZS AJP Gorzów Wielkopolski (1/1) | Gintarė Petronytė (3/3) Kayseri Basketbol (5/6)    |
| ¼ de finale Match aller     | Sandra Ygueravide (1/1) Spar Girona (2/5)     | Karlie Samuelson (2/3) London Lions (5/11)      | Garance Rabot (1/1) Basket Lattes Montpellier (2/2)  | Megan Gustafson (1/2) Lions de Londres (6/11)            | Dearica Hamby (1/1) Kayseri Basketbol (6/6)        |
| ¼ de finale Match retour    | Karlie Samuelson (3/3) London Lions (7/11)    | Magali Mendy (1/1) Spar Girona (3/5)            | Megan Gustafson (2/2) London Lions (8/11)            | Jessica Shepard (3/4) Reyer Venise-Mestre (3/5)          | Li Yueru (1/3) Beşiktaş JK İstanbul (4/7)          |
| ½ finale Match aller        | Matilde Villa (1/1) Reyer Venise-Mestre (4/5) | Dana Evans (3/3) Beşiktaş JK İstanbul (5/7)     | Temi Fagbenle (1/2) London Lions (9/11)              | Regan Magarity (2/2) Spar Girona (4/5)                   | Li Yueru (2/3) Beşiktaş JK İstanbul (6/7)          |
| ½ finale Match retour       | Marta Canella (1/1) Spar Girona (5/5)         | Holly Winterburn (3/3) London Lions (10/11)     | Temi Fagbenle (2/2) London Lions (11/11)             | Jessica Shepard (4/4) Reyer Venise-Mestre (5/5)          | Li Yueru (3/3) Beşiktaş JK İstanbul (7/7)          |